# Toni Rimrod
Toni Rimrod (* 22. Januar 1948 in Schweinfurt) ist ein ehemaliger deutscher Volleyballspieler. Er ist Volleyballer des Jahres 1979.

## Leben
Toni Rimrod spielte in den 1960er Jahren in seiner fränkischen Heimat beim DJK Schweinfurt. Danach wechselte er zum Bundesligisten TSV 1860 München. 1972 nahm er mit der deutschen Nationalmannschaft an den Olympischen Spielen in München teil, belegte hier aber nur den vorletzten Platz. Mit den „Sechzigern“ wurde er 1973 Deutscher Meister und gewann den DVV-Pokal. Nach dem Wechsel zum SSF Bonn wurde Toni Rimrod auch hier 1974 auf Anhieb Deutscher Meister. 1978 wechselte er schließlich zum Ligakonkurrenten VBC Paderborn, mit dem er 1981 Deutscher Pokalsieger wurde. 1982 beendete Toni Rimrod seine aktive Karriere, war aber in den Folgejahren beim VBC Paderborn als Funktionär und als Trainer weiterhin engagiert.
Toni Rimrod war 148-facher deutscher Nationalspieler. 1979 wurde er zum ersten Volleyballer des Jahres gewählt. Heute ist Toni Rimrod Apotheker in Paderborn.